# موسینسک
شهر موسینسک (به روسی: Міусинськ) در استان لوهانسک در کشور اوکراین واقع شده‌است. جمعیت این شهر ۶٬۰۲۹ نفر  است.